# Eugen Mogk
Eugen Mogk (* 19. Juli 1854 in Döbeln; † 4. Mai 1939 in Leipzig) war ein deutscher Nordist und Volkskundler, Oberlehrer an der Petrischule und Professor an der Universität Leipzig.

## Leben

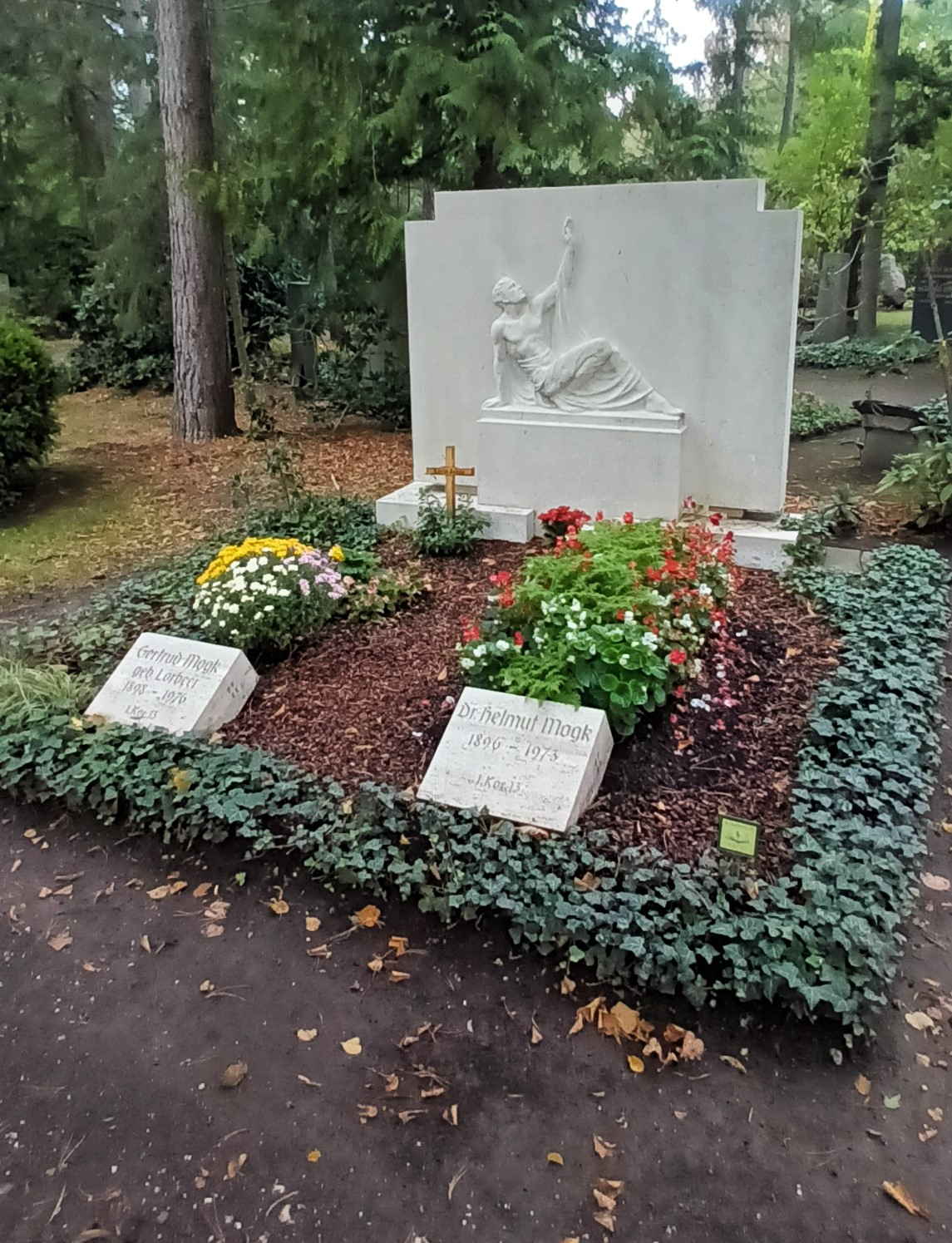
Grabstätte Eugen Mogk und Angehörige auf dem Südfriedhof in Leipzig. Den Grabstein schuf Max Alfred Brumme

Das Studium der Philologie und Geschichte in Leipzig 1875–1883 führte 1878 mit Untersuchungen über die Gylfaginning zur Promotion und 1883 zum Staatsexamen. Oberlehrer am Realgymnasium in Leipzig war Mogk von 1883 bis 1919. 1889 erfolgte die Habilitation für Nordische Philologie an der Universität Leipzig mit der Arbeit: Der sogenannte zweite grammatische Traktat der Snorra-Edda. Einleitung, Text, Übersetzung.
1888–1893 lehrte Mogk als Privatdozent für Nordische Philologie an der Philosophischen Fakultät der Universität Leipzig, 1893–1901 war er dort nplao. Professor für Nordische Philologie, 1901–1923 dann planmäßiger aoProfessor und schließlich 1923–25 ordentlicher Professor für Nordische Philologie. Im November 1933 unterzeichnete er das Bekenntnis der deutschen Professoren zu Adolf Hitler. Er war Mitglied der Königlich Dänischen Altertumsgesellschaft, der Société Finne-Ougrienne, der Sächsischen Akademie der Wissenschaften zu Leipzig und im Verein für Sächsische Volkskunde. Zudem gehörte er dem Leipziger Künstlerbund Die Leoniden an.
Mogk hatte drei Söhne: der jüngste war der Universitätsbibliothekar Helmut Mogk; der älteste, Walther, war Botaniker und fiel im August 1914 in Frankreich, der mittlere, Werner, war Arzt.

## Publikationen (Auswahl)
- Geschichte der norwegisch-isländischen Literatur, Strassburg 1889.
- (Mithrsg.) Altnordische Saga-Bibliothek, 18 Bde., Halle an der Saale 1892–1929.
- Die Menschenopfer der Germanen, Leipzig 1909.
- Ursprung der mittelalterlichen Sühnekreuze, Leipzig 1929.
- Aus der Keimzeit des 'Verbandes deutscher Vereine für Volkskunde'. In: Volkskundliche Gaben. John Meier zum siebzigsten Geburtstage dargebracht, Berlin: de Gruyter 1934, S. 142–145.
- Germanische Religionsgeschichte und Mythologie: die Götter, Dämonen, Orakel, Zauber- und Totenkulte der Germanen, Leipzig 2010 (Neudruck)